# Jordi Puig-Suari
Jordi Puig-Suari és un professor i desenvolupador de tecnologia aeroespacial. És el co-inventor de l'estàndard CubeSat, i actualment és cofundador de l'empresa Tyvak Nano-Satellite Systems.

## Carrera
Puig-Suari és professor a la Universitat Politècnica de l'Estat de Califòrnia, havia participat en cinc iniciatives de desenvolupament de satèl·lits i el llançament de set missions de naus espacials.
El 2011, Puig-Suari i Scott MacGillivray, exgerent dels programes de nanosatél·lits de Boeing Phantom Works, van fundar Tyvak Nano-Satellite Systems a San Luis Obispo, Califòrnia, per vendre kits de nano satèl·lits, amb l'objectiu d'augmentar l'oferta de peces disponibles per a càrregues útils.

## CubeSats
Puig-Suari va ser el co-inventor del disseny de referència CubeSat, juntament amb el professor Bob Twiggs d'Universitat Stanford. L'objectiu del qual és permetre als estudiants dissenyar, construir, provar i operar en l'espai un satèl·lit artificial amb capacitats similars a les del Sputnik
Amb el temps, el disseny CubeSat s'ha convertit en un estàndard de la indústria, àmpliament "adoptat per les universitats, empreses i agències governamentals de tot el món".
Els primers CubeSats van ser posats en òrbita terrestre baixa el juny del 2003. Des d'aleshores, més de 75 CubeSats han estat posats en òrbita, i el nombre ha crescut ràpidament.